# صالح أباد (كاني سور)
صالح أباد (بالفارسية: صالح‌آباد) هي قرية تقع في إيران في قسم کاني سور الريفي. يقدر عدد سكانها بـ 60 نسمة .